# Julie Anthony
Julie Anthony (* 13. Januar 1948) ist eine ehemalige US-amerikanische Tennisspielerin. Sie war hauptsächlich in den 1970er Jahren aktiv.

## Karriere
Im Jahr 1967 waren Julie Anthony und Jane Albert Collegiate Champions für die Stanford University im Doppel.
Sie nutzte in ihrer Vorbereitung auf Matches verschiedene psychologische Techniken, wie Atemübungen, Meditation und Imagination. Ihr größter Erfolg war das Erreichen des Doppelfinales der French Open 1975 an der Seite von Olga Morosowa, das sie in zwei Sätzen gegen Chris Evert und Martina Navratilova verloren. In Wimbledon erreichte sie im Vorjahr bereits mit ihrer Landsfrau Mona Schallau das Halbfinale, in dem sie gegen die Australierinnen Helen Gourlay und Karen Krantzcke ausschieden. Bei den US Open 1979 erreichte sie mit Sherry Acker das Halbfinale, in dem sie sich Billie Jean King und Martina Navratilova geschlagen geben mussten. Im Damendoppel war Anthony erfolgreicher als in den anderen Disziplinen, in denen sie bei keinem Grand-Slam-Turnier ins Viertel- oder Halbfinale einziehen konnte.

## Ausbildung und Beruf
Im Jahr 1965 machte Anthony an der Westlake School for Girls, heute Harvard-Westlake School, ihren Abschluss. An der Stanford University bestand Julie Anthony den Bachelor und an der University of California, Los Angeles den Master und die Promotion in klinischer Psychologie.
Nach ihrer Tenniskarriere war sie von 1980 bis 1982 Psychologin bei den Philadelphia Flyers, danach ließ sie sich in Aspen nieder, wo sie unter anderem Gigi Fernández sportpsychologisch betreute.

## Finalteilnahmen bei Grand-Slam-Turnieren

### Doppel
| Nr. | Datum         | Turnier     | Belag | Partnerin     | Finalgegnerinnen                | Ergebnis |
| --- | ------------- | ----------- | ----- | ------------- | ------------------------------- | -------- |
| 1.  | 15. Juni 1975 | French Open | Sand  | Olga Morosowa | Chris Evert Martina Navratilova | 3:6, 2:6 |

## Veröffentlichung
- Julie Anthony & Nick Bollettieri: A Winning Combination. Holiday House, New York City 1983, ISBN 978-0-684-17637-6.